# Battlefleet Gothic
Battlefleet Gothic è un gioco da tavolo di tipo wargame tridimensionale con ambientazione futuristica di astronavi, sviluppato e prodotto dalla Forge World, che fa capo all'inglese Games Workshop (anche presente nella collana Specialist Games).
Il titolo ruota intorno a scontri con modellini, che rappresentano vascelli interstellari grandi in scala ridotta (10 – 12 cm), prodotti dalla Citadel Miniatures e dalla Forge World; fatto nel 1999 è stato rinnovato con una nuova espansione dal 2003.
Il gioco ha una forte componente tattica ed una piccola componente di fortuna, inoltre le astronavi possono essere utilizzate, con regole speciali e sperimentali, anche in altri titoli quali Epic Armageddon ed Aeronautica Imperialis.

## Ambientazione
Il gioco da tavolo (BFG) di tipo wargame tridimensionale tattico è indipendente, ma forma un'aggiunta all'oscuro e cupo universo immaginario "tecno-magico" di guerra e di ruolo Warhammer 40.000 (WH40K).
Questo titolo colma una lacuna introducendo l'importante novità delle grandi flotte di astronavi (con miniature artistiche di notevoli dimensioni).
Infatti si sentiva la mancanza degli scontri interstellari che risultano necessari per completare il clima di una guerra davvero totale, essendo prima assenti in WH40K con le feroci battaglie tra i piccoli gruppetti di truppe sui terreni dei vari mondi alieni, ma già presenti negli inquietanti racconti apocalittici sull'inventato conflitto.

## Flotte delle varie razze
L'azione ora si può svolgere nello spazio del Settore Gotico su cui gli umani a fatica stanno riprendendo il totale controllo, nonostante le continue incursioni delle altre fazioni di alieni e demoni.
I giocatori assumono il comando di una flotta, rappresentativa di una delle seguenti specie tipiche:
- La Flotta Imperiale di stanza nel settore, controllato per conto dell'imperatore degli uomini, che sono tutti riuniti nel poderoso e grande Imperium "umano".

- Le spietate forze navali dei rozzi Orki.

- Gli spaventosi vascelli dei Caos sotto l'egida del "demoniaco" Abaddon il Distruttore, il quale ambisce al potere assoluto.

- Le pericolose navi interstellari degli arcani pirati, gli alieni dalle fattezze elfiche Eldar.

Il gioco originariamente era venduto nei negozi Games Workshop Store per poi essere successivamente convertito in Specialist Games nel 2005 pubblicando gratuitamente il manuale di gioco, in formato elettronico per computer sia PC che MAC (in un "file" di tipo portable document format PDF).
La versione italiana di questo non è stata mai pubblicata e venduta in cartaceo; la traduzione tuttavia fu realizzata da un team di giocatori appassionati che, in accordo con GW Italia, ottennero l'autorizzazione a procedere. Sebbene non più reperibili sul sito della casa madre, furono tradotti regolamento base ed espansione e resi disponibili per il download gratuito.

### Flotte aggiuntive di altre razze
Successive estensioni ed articoli nell'ambito delle pubblicazioni Specialist Games hanno fatto crescere il numero dei tipi di unità utilizzabili e hanno ulteriormente aumentato le scelte tra le razze a disposizione dei giocatori, aggiungendo progressivamente le navi interstellari dei:
- Coraggiosi e onorevoli Space Marines, gli umani rinforzati geneticamente (di molti e assai misteriosi capitoli).

- Brutali e possenti Orki, dell'enorme orda ferale Waaagh!.

- Sinistri e distruttivi Eldar degli Arcamondi, i predoni Craftworld con quasi mistici poteri.

- Vili e corrotti Space Marines del Caos, i potenziati con disumani elementi diabolici (di quelli traditori tra i capitoli).

- Malvagi e pagani Eldar Oscuri, i razziatori decaduti per i loro vizi.

- Forti umanoidi dell'Impero Tau organizzato e meccanizzato (molto vario e che comprende Tau, Kroot, Nicassan e Demiurg).

- Mostruosi predatori Tiranidi, gli insettoidi-parassiti con flotte alveare.

- Terribili non-morti Necron, i feroci zombi siderali.

- Ulteriori fazioni affiliate all'Imperium (Cacciatori, Inquisizione, Adeptus Mechanicus, Adeptus Astartes, Adeptus Titanicus) o indipendenti (mercanti, mercenari, malviventi).

Queste possono essere utilizzate in ausilio ad una delle flotte sovraesposte o in gruppi di unità completamente indipendenti con navi apposite, rintracciabili in varie linee di miniature (inoltre possono essere utilizzate anche le astronavi dei giochi Aeronautica Imperialis ed Epic Armageddon), seguendo regole ancora sperimentali.

## Sistema di gioco
Il sistema di gioco, come tradizione GW, è basato sulla divisione in turni, a loro volta divisi in fasi distinte. Particolare interessante è la scelta dell'unità di misura usata nella metrica di gioco: il centimetro in loco del pollice, più spesso utilizzato dalla Games Workshop per i suoi giochi.
In ogni turno, il giocatore può effettuare manovre di movimento di vario genere, sparare con i sistemi d'arma di cui sono dotate le sue navi ed effettuare operazioni più avanzate, come attacco con supporti, riparazione danni, abbordaggi o disingaggi. Le fasi sono, quindi, quattro: Fase di Movimento, Fase di Fuoco, Fase di Supporto, Fase Finale.
Durante la Fase di Movimento, il giocatore deve muovere le sue navi sul tavolo di gioco. Classi differenti di nave muovono a differenti velocità e possono effettuare virate più o meno strette, ma tutte hanno un valore di movimento minimo da effettuare per via dell'inerzia. In questa fase le navi, previo un test sulla Disciplina dell'equipaggio, possono andare in condizione di Ordine Speciale, per effettuare un movimento od una virata supplementare, migliorare il puntamento dei sistemi d'arma, invertire il flusso dei reattori di spinta e così via. La condizione di Ordine Speciale ha, però, il costo di una penalità sulle operazioni delle fasi successive.
Durante la Fase di Fuoco i giocatori sparano con i sistemi d'arma di cui sono dotate le loro navi, siano esse armi a stima (che coinvolgono una precisa area di spazio a seguito di una stima metrica della distanza) o a gittata (armi ad alta energia che impattano su un punto preciso). I colpi bloccati dagli scudi delle navi generano dei segnalini d'impatto, ovvero zone di detonazione e detriti che influenzano le navi in loro prossimità (riducendo l'efficienza degli scudi e la libertà di manovra). A scudi neutralizzati, ogni impatto successivo provoca un danno alla nave, quantificato nella perdita di un certo numero di punti scafo. Le prestazioni della nave degradano progressivamente al perdere dei suoi punti scafo, fino a finire in avaria, a divenire completamente incontrollabile o ad esplodere causando effetti spettacolari sullo spazio circostante. Gli impatti e la perdita di punti scafo possono anche generare danni critici, riparabili o meno, con effetti debilitanti specifici (danni ai sistemi d'arma, ai motori, alla plancia di comando eccetera).
Durante la Fase di Supporto i giocatori usano sistemi d'arma lanciati dalle navi più grandi, ma indipendenti da queste, come siluri, bombardieri, caccia e lance d'assalto. I supporti, che devono essere ricaricati dopo un uso utilizzando l'apposito Ordine Speciale, ignorano gli scudi (ma non le torrette difensive eventualmente montate sui ponti delle navi bersaglio) e causano danni più o meno gravi, a seconda del tipo e della potenza.
Durante la Fase Finale vengono tentate le riparazioni di danni critici subiti dalle navi, vengono rimossi alcuni segnalini d'impatto, vengono risolti gli abbordaggi e gli attacchi col teletrasporto.

## Componenti ed elementi tattici
Il gioco presenta una forte componente tattica dovuta alla necessità di gestire gli archi di fuoco per sfruttare adeguatamente i "sistemi d'arma", gli ordini alle armi di supporto e la sequenza dei comandi, ma anche le provvigioni, la gerarchia e la disciplina.
Ulteriore varietà nelle condotte di gara è introdotta grazie al bisogno di considerare tutti i movimenti delle navi (tenendo conto che ad una astronave risulta impossibile, in condizioni regolari, mantenere la posizione, per via dell'inerzia nel vuoto), alla possibilità di raggruppare le forze in squadriglie e nell'uso di unità di piccole dimensioni per portare scompiglio nello scacchiere nemico.
Molto interessante senza dubbio è poi l'influenza che ha il tavolo di gioco sulle scelte tattiche. Infatti, a meno di non avere a che fare con scenari nello spazio profondo, elementi come lune, pianeti, stelle, campi asteroidali, novae e nebulose, ma anche strutture artificiali come mine e satelliti, influenzano le flotte in loro prossimità. Non è raro, infatti, per una astronave utilizzare, ad esempio, la presenza dei corpi celesti con la loro attrazione oppure anche la difficoltà di manovra in un campo di detriti od asteroidi, così come celarsi nell'orbita bassa di un pianeta per sfuggire ai "sistemi di puntamento".
L'introduzione di questi elementi scenici attivi, a differenza di molti altri giochi di miniature in cui tali cose hanno se non solo valenza scenica, al massimo valore come riparo, fa crescere di molto la longevità e la difficoltà di questo titolo.
Interessanti, ma probabilmente di scarsa utilità pratica, le regole per dimensionare gli abbordaggi e gli attacchi mediante teletrasporto, in modo che sia possibile risolverli, lasciato temporaneamente il tavolo di BFG, mediante una vera schermaglia di WH40K.

## Battlefleet Gothic: Armada
Armada è un supplemento pubblicato dalla GW nel 2003 ad ufficializzare molte house rules su flotte non ancora introdotte nel regolamento, ma trattate nei Battlefleet Gothic: Annual, pubblicati a cadenza annuale, e in articoli della rivista GW dedicata al gioco.
Questo, principalmente, aggiunge quattro altri tipi di unità (imperiali) tra nuove flotte e nuovi vascelli per le preesistenti, con le informazioni speciali per utilizzarle: le navi Armageddon e Cadia, oltre alle flotte bastion e reserve del Segmentum Obscurus, con una grande sezione araldica e modellistica; inoltre include una ricca sezione di scenari e regole per giocare Battlefleet Gothic nell'ambito della campagna estiva della GW.
Nelle appendici, infine, sono ufficializzate le regole per giocare le navi cargo, i trasporto truppe e varie varianti di armi di supporto, tra cui siluri a combustione rapida, testate a ricerca e così via.
L'espansione ha un manuale in versione sia per PC che per MAC anch'esso disponibile per il download gratuito in formato elettronico ed in lingua italiana.